# Clos des Deux-Amants
 (novembre 2016).
Si vous disposez d'ouvrages ou d'articles de référence ou si vous connaissez des sites web de qualité traitant du thème abordé ici, merci de compléter l'article en donnant les références utiles à sa vérifiabilité et en les liant à la section « Notes et références ».
Pour les articles homonymes, voir Les Deux-Amants.
Le clos des Deux-Amants est le nom porté jadis par un terrain situé dans le 9e arrondissement de Lyon, en bord de Saône au pied de la colline de Fourvière. Il est délimité par le quartier de Vaise au nord, la montée de l’Observance au sud et à l’ouest, et le quai Chauveau à l’est. En ces lieux, se sont succédé plusieurs établissements, d’abord à vocation religieuse avec deux institutions franciscaines, puis scientifique avec une école vétérinaire, puis enfin artistique avec un Conservatoire national supérieur de musique et de danse de Lyon. Le clos tire ce nom d'un tombeau d'époque romaine, dit des Deux-Amants, édifié à cet endroit et qui fut démoli en 1707 car il gênait la circulation.

## Histoire

### Institutions religieuses

#### Couvent des Cordeliers de l'Observance

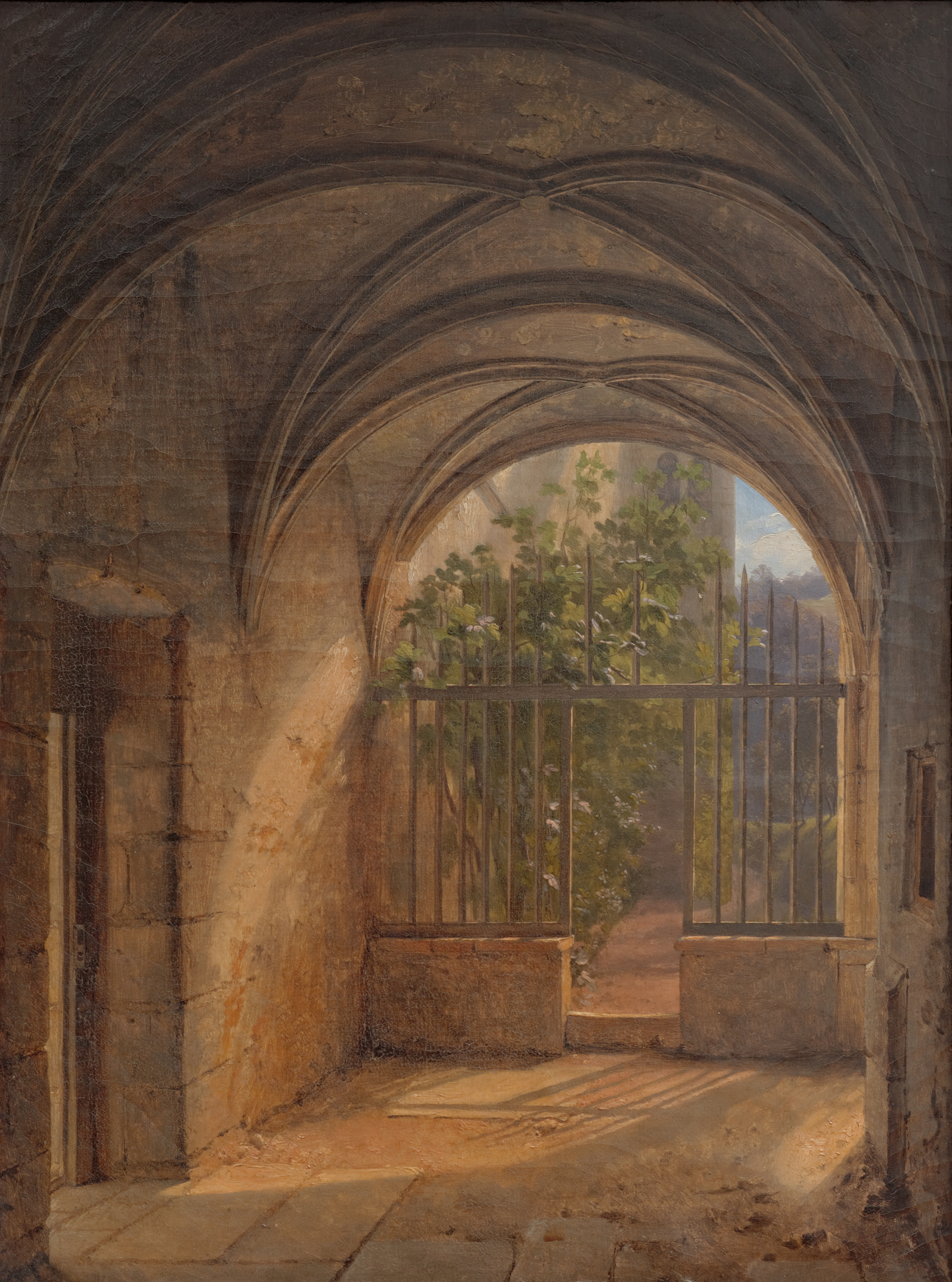
Fleury François Richard, Intérieur de couvent, musée des Beaux-Arts de Lyon. Vue du couvent des Cordeliers de l’Observance.

En 1492, le roi Charles VIII fonde le couvent des Cordeliers de l’Observance à l’emplacement de l’hôpital des Deux-Amants, mentionné pour la première fois en 1170 et alors désaffecté. Le 25 mars 1493, il pose la première pierre en présence de la reine Anne de Bretagne. La construction est achevée en 1496.
Par la suite, le couvent donne lieu à d'autres visites royales :
- en 1507, Louis XII et, à nouveau, Anne de Bretagne ;
- en 1515, François Ier partant pour l'Italie ;
- en 1548, Henri II.

Les premiers gardiens du couvent sont :
- Jean Bourgeois, originaire de Saint-Trivier-de-Courtes; il meurt à Lyon le 19 août 1494 ;
- le père Tisserand, qui meurt en 1497 ;
- G. Bosserati, fils d'un riche drapier ;
- le père Thierry ;
- Jean de la Vigne, qui meurt vers 1594 ;
- Charles Bellet, né à Lyon.

En 1562, le couvent est saccagé par les calvinistes.
Le 14 mars 1589, une ordonnance du consulat rappelle les Cordeliers à l'ordre; elle les autorise à entrer ou sortir de la ville à toutes les heures du jour, soit par terre, soit par eau « pourvu que dans la besche il n'y ait d'autres que des religieux et qu'il ne s'y commette aucun abus ».
Le nombre de religieux était compris entre 20 et 25, mais on n'en comptait plus que cinq en 1789.

#### Monastère des franciscaines de Sainte-Élisabeth
En raison de l'exiguïté d'un premier monastère édifié en 1617, rue de la Charité, dans l'actuel 2e arrondissement de Lyon, un tènement sur la rive droite de la Saône, entre les portes de Vaise et contigu à celui des Cordeliers de l’Observance est acquis le 2 janvier 1657 à l'initiative de la mère supérieure franciscaine Madeleine du Sauveur, née Marie Mathieu. À cet emplacement, existent déjà divers corps de bâtiments qui avaient été légués à l'Aumône générale de Lyon, par Jacques Moyron, baron de Saint-Privier, le 11 octobre 1651. Le 7 juillet 1675, a lieu la pose de la première pierre de l'aile droite du couvent par l'archevêque de Lyon, Camille de Neufville de Villeroy. Les travaux sont exécutés par Mathieu Chavagny, Jean Seyty et Georges Lourdan, maîtres maçons, Claude Renaud, Claude Penet fils et François Gautier, maîtres charpentiers, et Étienne Raiot, maître serrurier. Des jardins sont aménagés au nord et à l'ouest.
Après la suppression du monastère situé rue de la Charité en 1745, celui des Deux-Amants devient le principal établissement lyonnais des Franciscaines de Sainte-Élisabeth.
En 1658, le monastère reçoit la visite de Louis XIV et de la reine mère. D'importants dons sont faits par la maréchale de Villeroy, Madeleine de Blanchefort de Créquy.
Parmi les mères supérieures, les plus remarquables sont :
- Madeleine du Sauveur (Lyon, 23 juillet 1605 - Lyon, 3 septembre 1680), déjà citée ;
- la mère Debilly qui lui succède ;
- la mère Marie-Françoise Pichon (Lyon, 1691 - Lyon, 27 janvier 1759).

Le nombre de religieuses, initialement de quarante, atteint 77 quand le premier monastère est supprimé. Elles sont 37 — 30 religieuses professes et sept sœurs converses — à la Révolution, lorsqu'il devient propriété de la Nation.

### École nationale vétérinaire de Lyon

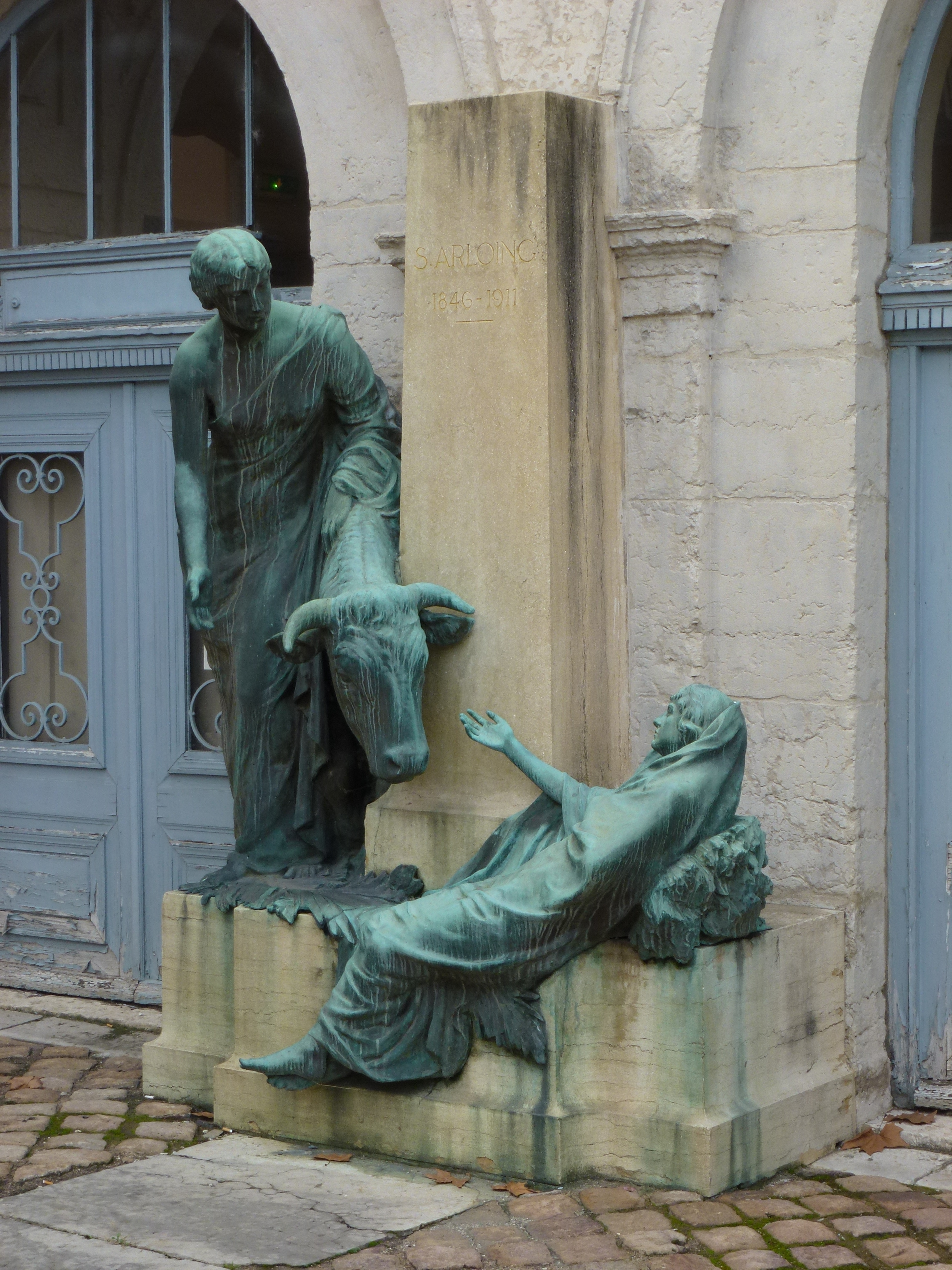
Paul Richer, Monument à Saturnin Arloing (1922), à l'entrée de l'École nationale vétérinaire de Lyon.

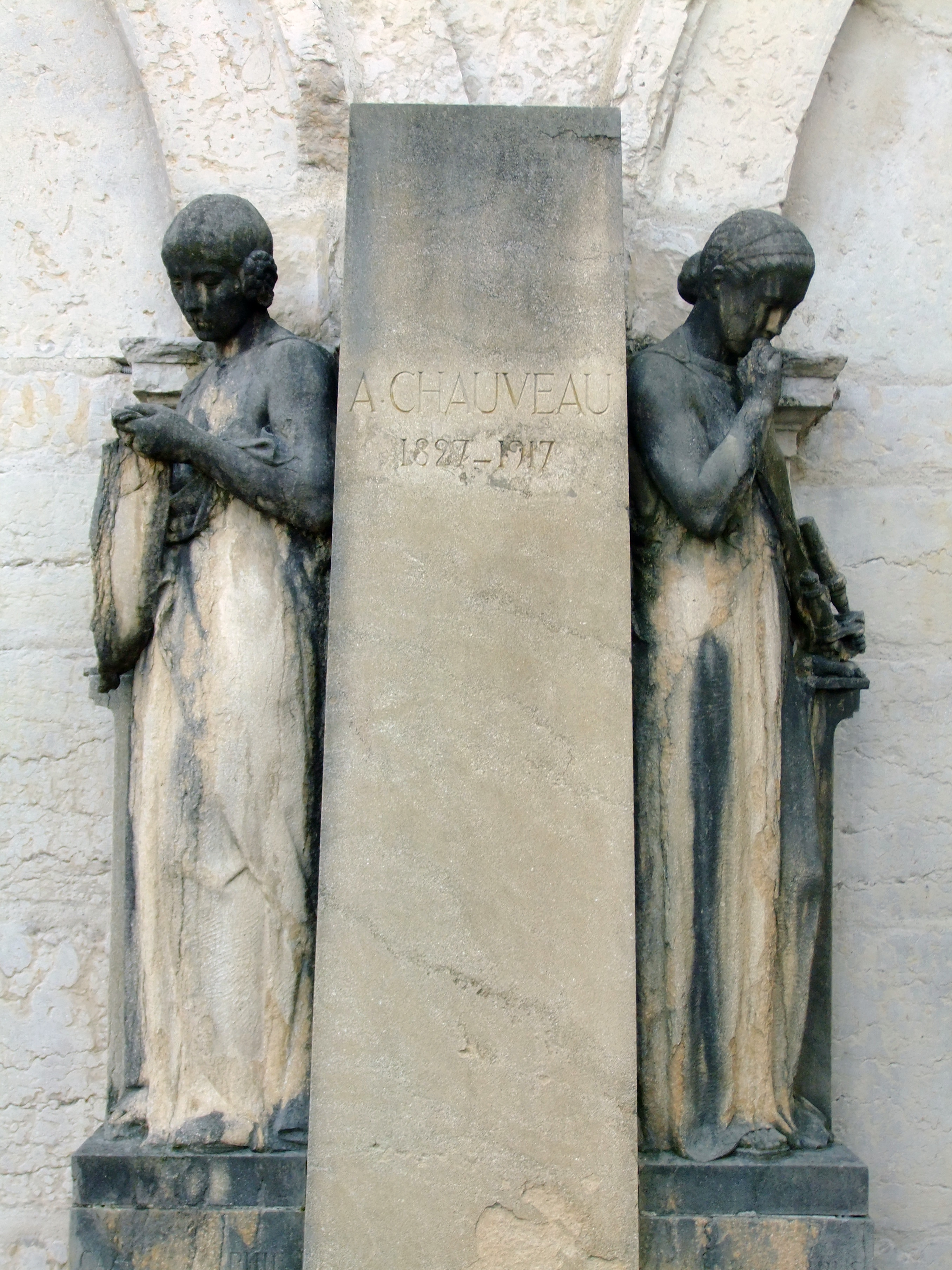
Monument à Auguste Chauveau (1922), à l'entrée de l'École nationale vétérinaire de Lyon.

Le 6 Floréal an III (25 avril 1795), est publié l'arrêté de transfert de l'école vétérinaire fondée par Claude Bourgelat au monastère des Deux-Amants ; le 13 Messidor an X (2 juillet 1802), le directeur de l'École intervient auprès du gouvernement pour obtenir la cession des bâtiments des Cordeliers.
Plusieurs architectes se succèdent à la direction des travaux d'installation et de restauration de l'école vétérinaire :
- Claude Ennemond Balthazar Cochet, qui dresse les premiers plans ;
- Louis Cécile Flachéron, jusqu'en 1822 ;
- Antoine-Marie Chenavard ;
- Pierre Prosper Chabrol, à partir de 1838 ;
- Louis Sainte-Marie Perrin, à partir de 1868 (adaptation des bâtiments aux nouvelles techniques scientifiques) ;
- Tony Garnier, dans les années 1930 (bâtiment de clinique, puis bâtiment de physiologie et d'anatomie) ;
- Pierre Bourdeix, dans les années 1950 (bâtiment de chimie-zootechnie, puis bâtiment de chimie microbienne).

Le potager fait place à un jardin botanique et médicinal au nord et à un parc boisé en terrasse à l'ouest.
Une gravure de Gabillot (1818-1876) témoigne de l'aspect de l'école en 1853.
Pendant la Première Guerre mondiale, les bâtiments sont réquisitionnés pour servir d'hôpital militaire auxiliaire.
En 1978, l'école, ayant besoin de locaux plus fonctionnels et plus spacieux, est transférée à Marcy-l'Étoile.
Parmi les directeurs de l'école de Vaise, citons :
- Louis Bredin (1738-1813) ;
- Claude Julien Bredin (1776-1854), fils du précédent, directeur de 1815 à 1835 ;
- Louis Furcy Grognier (1774-1837) ;
- Auguste Chauveau (1827-1917), directeur en 1875 ;
- Félix Lecoq (1805-1880) ;
- Saturnin Arloing (1846-1911) ;
- François-Xavier Lesbre 1858-1942).

### Conservatoire national supérieur de musique et de danse de Lyon
En 1980, la décision est prise d'installer ici le Conservatoire national supérieur de musique et de danse de Lyon.
Réoccupés en 1988, les bâtiments ont été réaffectés ; ainsi, par exemple :
- la médiathèque Nadia-Boulanger occupe les locaux de la bibliothèque de l'école vétérinaire ;
- la salle de concert d'orgue est installée à l'endroit où fut pratiquée la première césarienne sur une jument ;
- le département de musique ancienne occupe l’aile de parasitologie.

Les jardins sont à nouveau réaménagés. Au nord, des parterres serrés et alignés évoquent l'ancien jardin médicinal. À l'ouest, une terrasse permet d'accéder à un escalier à double pan qui mène à deux étages de terrasses soutenus par un mur de pierre. La deuxième terrasse, plantée d'une allée de marronniers, est dominée par une colline boisée naturelle. Le jardin de cloître se compose de quatre parterres de rosiers, disposés autour d'un bassin circulaire, et entourés de buis.

## Architecture

### Constructions actuelles
Du couvent du XVIIe siècle ne subsistent que les rez-de-chaussée de l'aile nord et de la partie nord du bâtiment principal.
Le bâtiment principal, orienté à l'est, comprend cinq parties : trois corps rectangulaires disposés en U autour d'une cour carrée et qui s'élèvent sur quatre niveaux (un rez-de-chaussée et trois étages); un corps de portique qui ferme l'ensemble ; un corps de bâtiment de plan cintré abritant l'amphithéâtre d'honneur, adossé à la façade postérieure du corps central, dans l'axe du U et éclairé par neuf baies en demi-cercle. La façade du corps central se compose de neuf travées, les trois travées centrales, couronnées d'un fronton, formant avant-corps. Les corps latéraux comprennent 13 travées. Les toits à deux versants ont une charpente en châtaignier.
L'ensemble actuel comprend également des bâtiments dont la destination initiale était liée à l'École vétérinaire : un bâtiment de clinique, des écuries, un bâtiment de « médecine générale », un bâtiment de physiologie-anatomie.
Deux corps de passage sont disposés de part et d'autre du bâtiment principal, en retour d'équerre ; ils donnent accès, au nord, au jardin botanique, et au sud, à la cour de la clinique.
La grille Louis XV qui ferme la cour côté Saône est installée en 1826, provenant du château de la Balme de Bouhans.

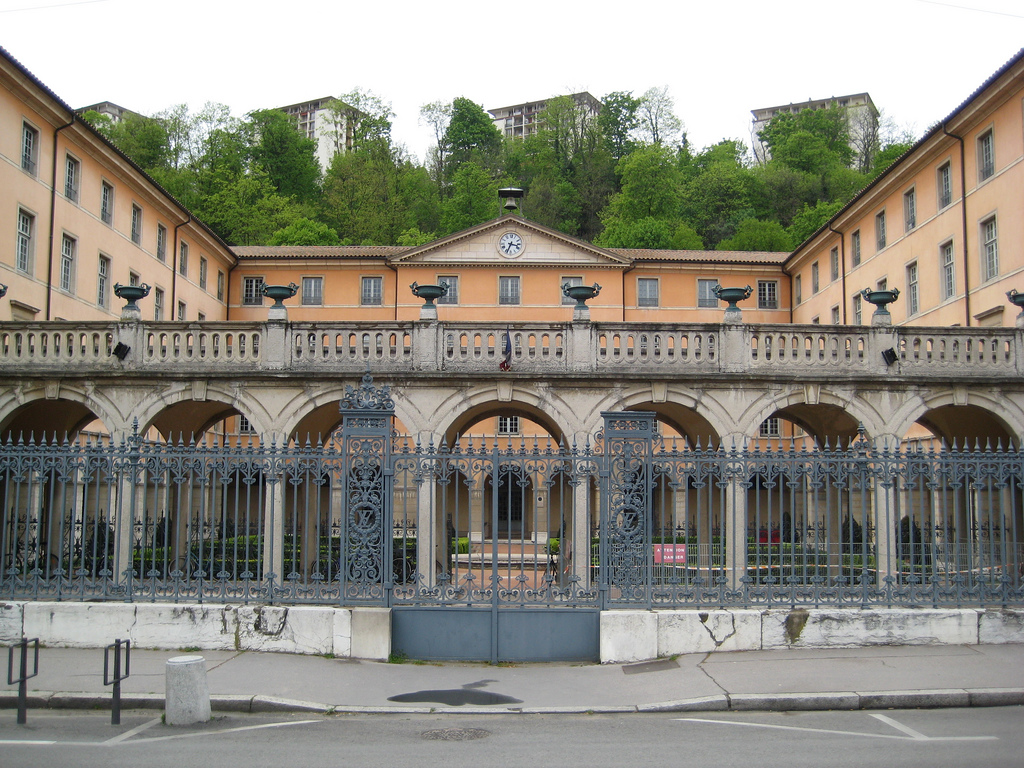
Façade principale.
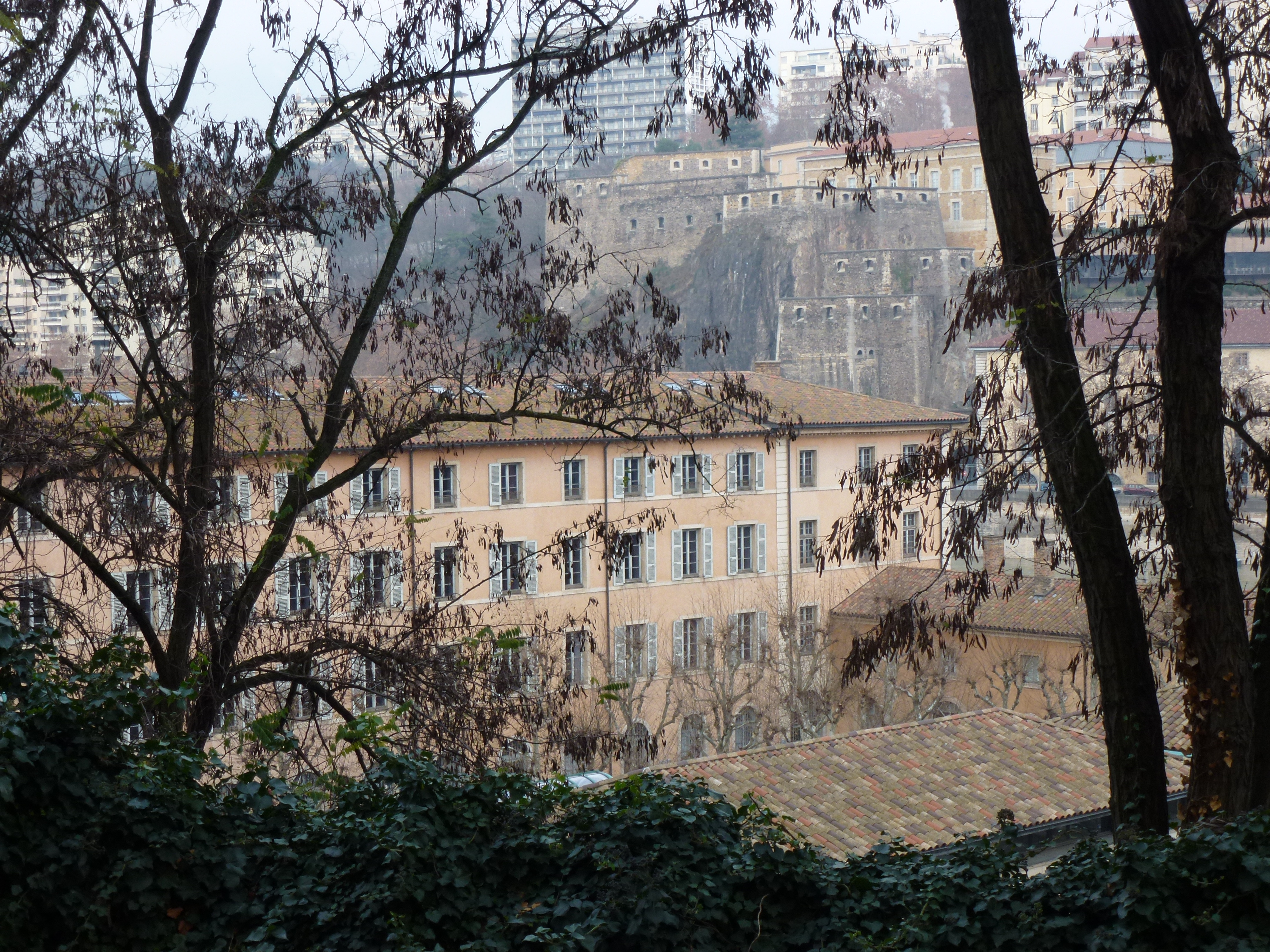
Vue depuis la montée de l'Observance.
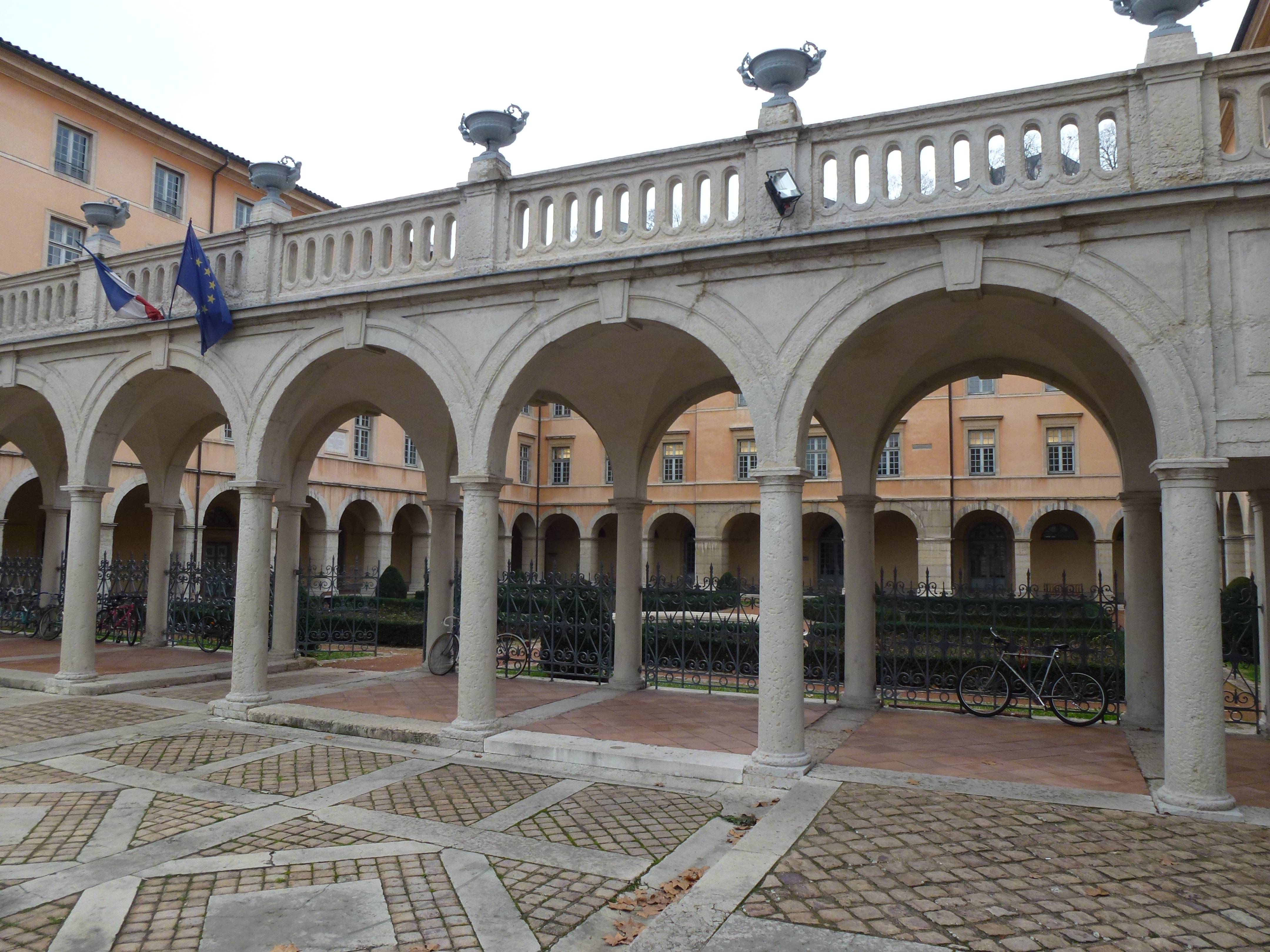
Détail du portique.
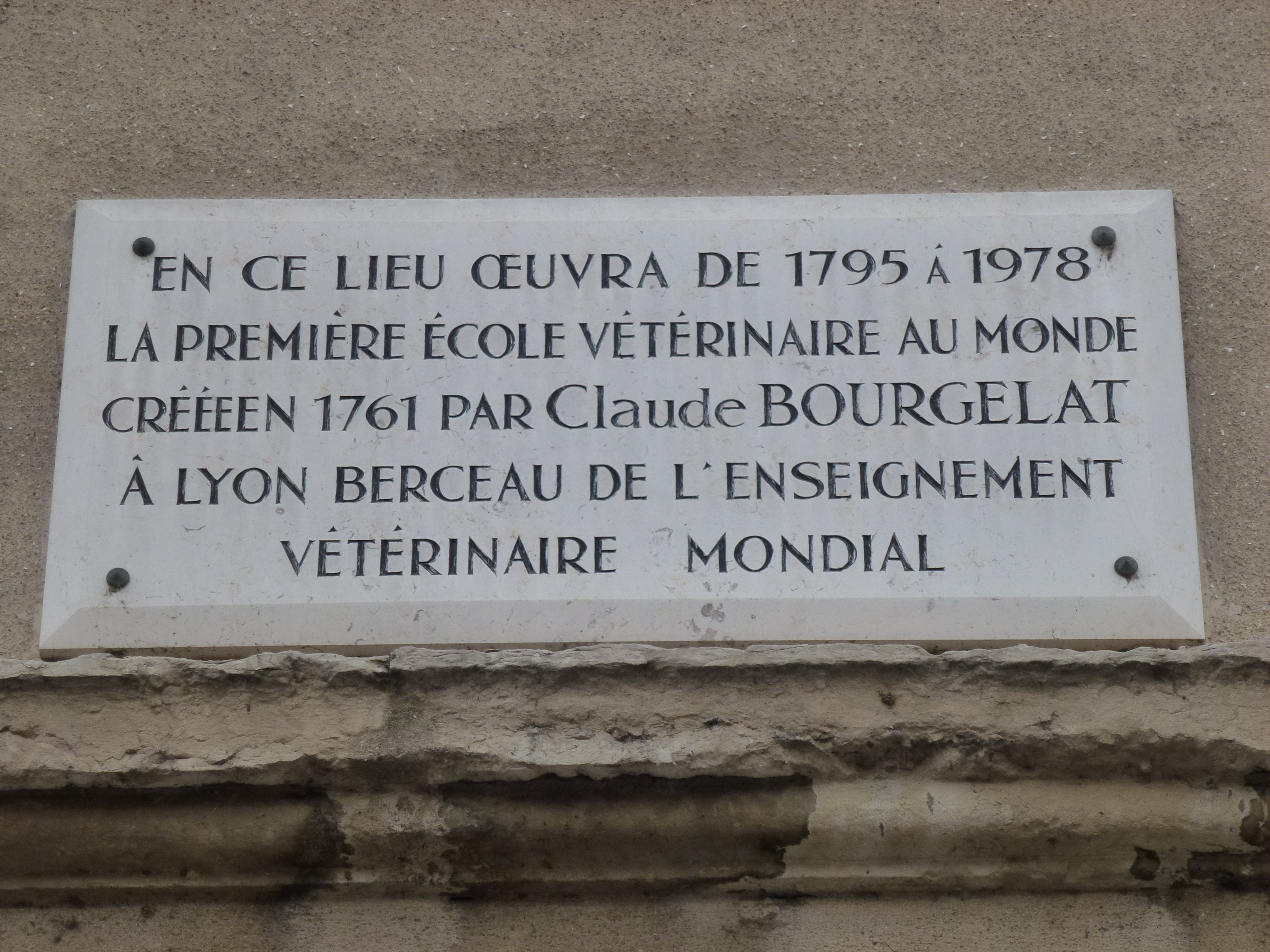
Plaque commémorative.
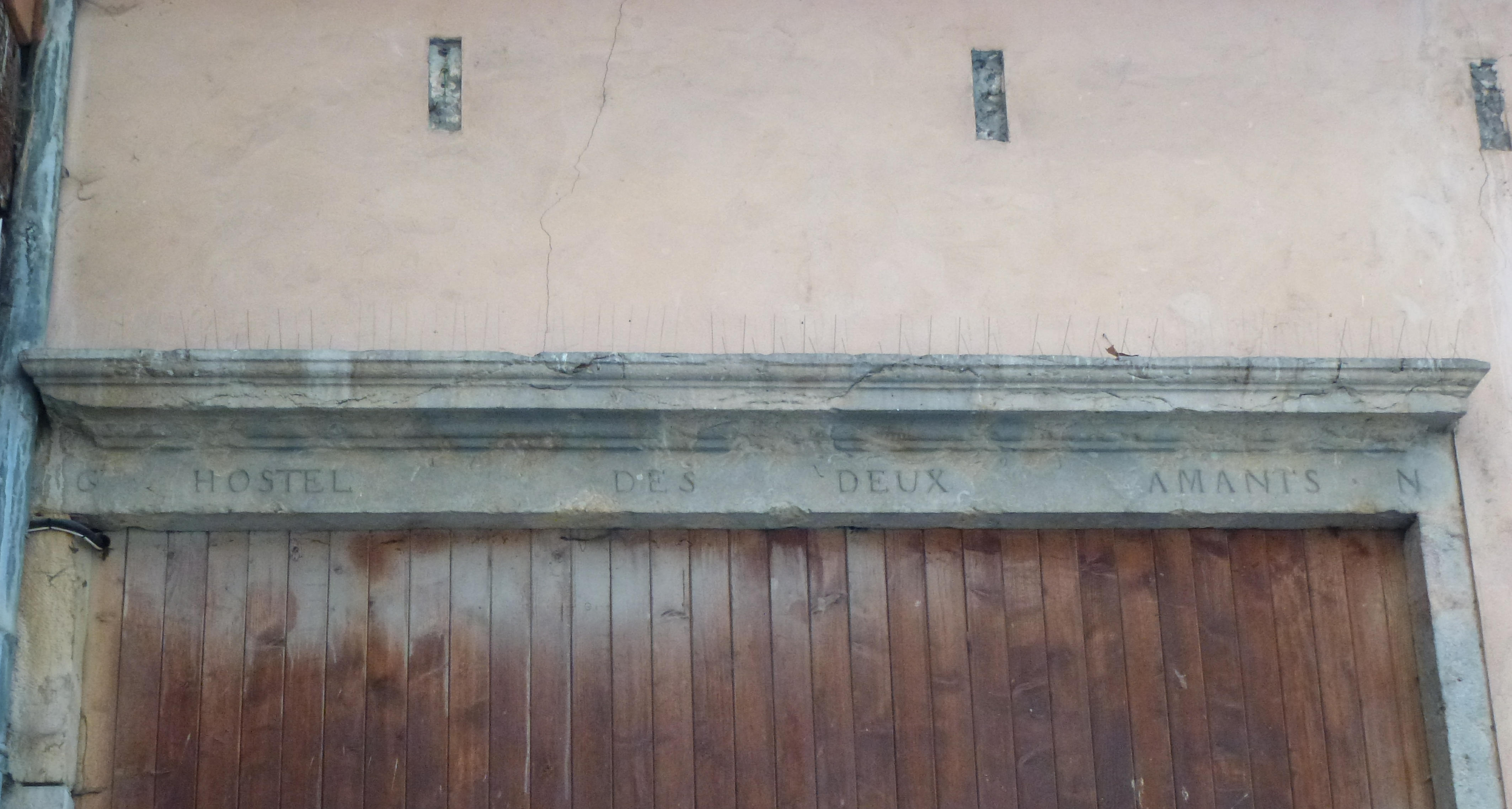
Rappel du nom du lieu à proximité des bâtiments.
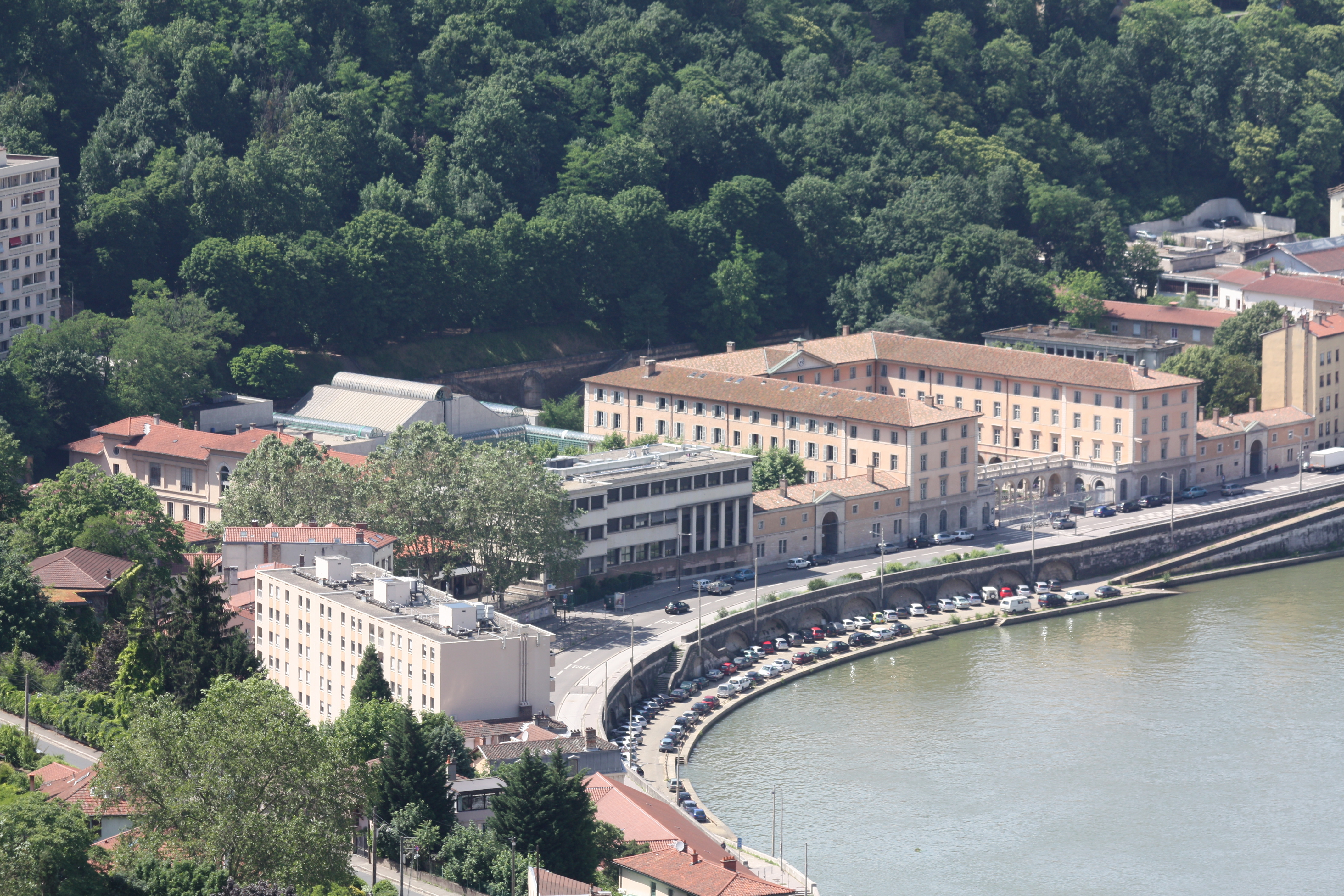
Vue depuis les toits de Notre-Dame de Fourvière.

### Anciennes constructions
La première construction du couvent des Cordeliers comprend une petite église de style gothique et un cloître à deux ailes. Une nouvelle construction est entreprise à la fin du XVIe siècle. Plusieurs chapelles sont ajoutées à l'église primitive (chapelles Saint-François et Saint-Louis, chapelle des Lucquois). Des restaurations importantes sont entreprises à partir de 1667, l'église ayant été ébranlée par les coups de canons tirés lors des entrées des rois. En 1846, l'église est démolie.
Les religieuses avaient édifié leur propre église ; perpendiculaire à la rue, elle possédait au moins trois chapelles, celle de la Sainte-Vierge, de l'Enfant Jésus, et des morts ; le maître-autel et l'autel de la Sainte-Vierge étaient en bois doré avec des retables garnis de tableaux ; le chœur était orné de boiseries et de huit tableaux. Il y avait également trois chapelles dans le clos à l'ouest du couvent : celles de la Sainte-Vierge et de Saint-François, décorées de six colonnes de marbre en façade, et celle de la Madeleine. Une de ces chapelles existait encore en 1837.

Représentations de l'ancien tombeau romain des Deux-Amants à Lyon (démoli en 1707).

## Hypothèses sur l'origine du tombeau des Deux-Amants
Jean-Baptiste Monfalcon fait référence à plusieurs hypothèses qui ont émergé concernant cette tombe :
- monument funéraire d'Hérode Antipas et d'Hérodiade[4], d'après Guillaume Paradin (vers 1510-1590) ;
- monument élevé à la mémoire de deux prêtres du temple d'Auguste, appelés l'un et l'autre Amandus, d'après Claude-François Ménestrier (1631-1705) ;
- tombeau d'un frère et d'une sœur portant le nom d'Amandus, d'après Claude Brossette (1671-1743).

D'après une note de Jacob Spon (1647-1685), on pouvait y lire les noms d'Amandus et d'Amanda. Sa démolition en 1707 n'a rien révélé de plus sur son origine.

## Citations
- Dans l'Éloge de Charles VIII, Ronsard relate ainsi l'épisode de la pose de la première pierre du couvent des Cordeliers :

Es faubourgs, pour les frères Mineurs

Il fonda un couvent ; puis avec grands seigneurs,

Princes, comtes, barons et bande qui frétille,

S'en alla conquérir Naples et la Sicile.
- Dans La vie de la vénérable mère Madeleine du Sauveur, surnommée Mathieu, le R. P. Alexandre de Lyon, mineur récollet, décrit ainsi les lieux en 1691 : « [le monastère] est situé dans un climat fort doux, où le juste tempérament de l'air est fort propre à la santé des filles. Le petit éloignement de la ville lui donne la solitude nécessaire pour n'être point incommodé des fréquentes visites, et souvent importunes ; la proximité de la rivière de Saône le rend très commode pour les denrées et pour les matériaux des bâtiments : il renferme un beau jardin surmonté d'une très agréable colline couverte d'un bois partagé en plusieurs allées, lequel est assez épais pour y conserver la fraîcheur des fontaines l'été, et assez clair pour permettre la vue de la Saône et des verdoyantes collines qui la bordent de toute part. »